# Klenkes

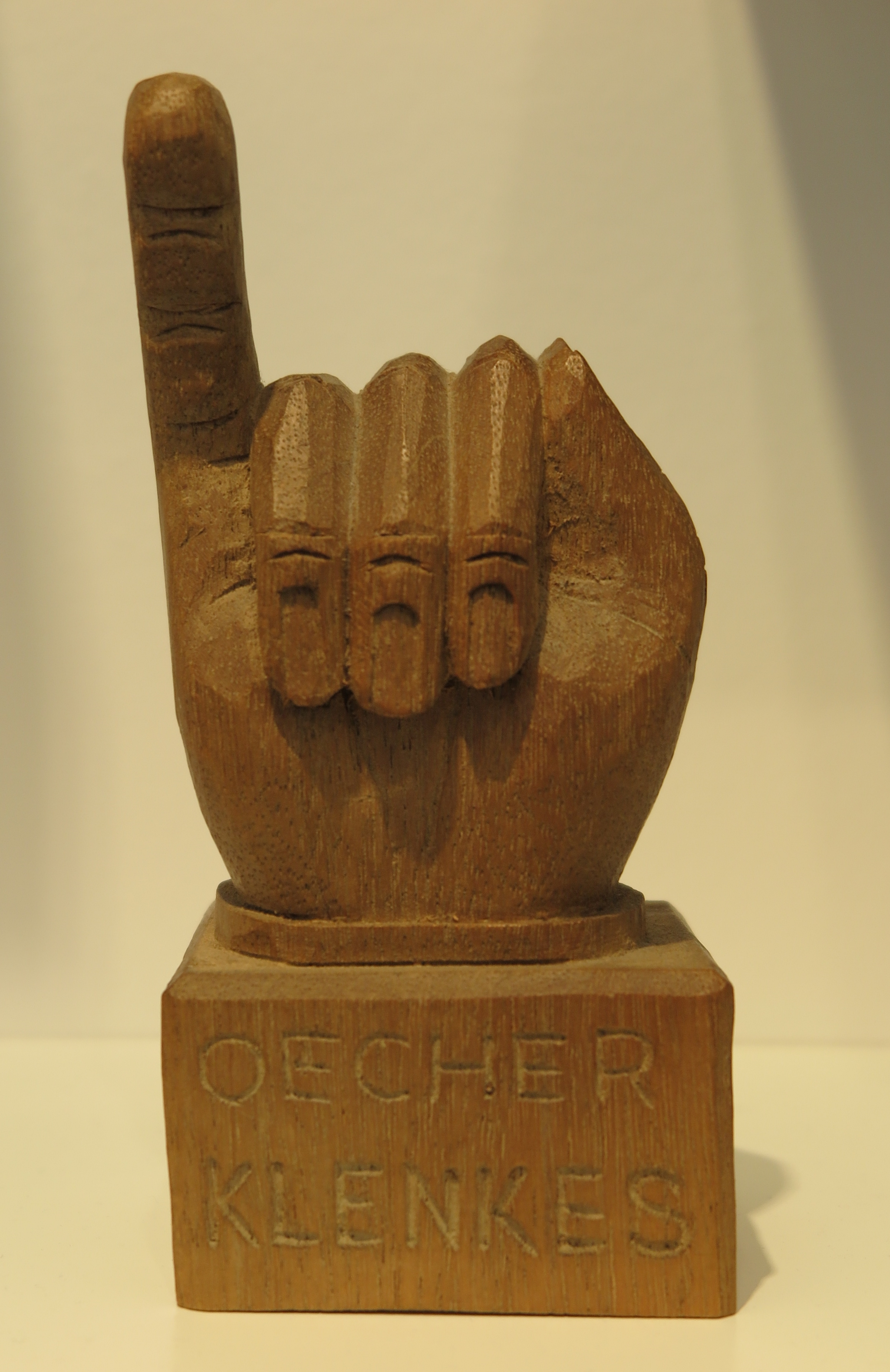
Oecher Klenkes

Der Klenkes ist Erkennungszeichen von Aachenern und Gruß untereinander, wenn sie sich außerhalb von Aachen begegnen. Es handelt sich um den emporgereckten kleinen Finger der rechten Hand. 

## Geschichte
Aachen war für seine Tuchindustrie und dadurch auch für seine Nadelfabriken bekannt. Die Arbeiter, meist Kinder, benutzten zum Aussortieren der Nadeln ihren rechten kleinen Finger. Diese Tätigkeit, das „Ausklinken“ der fehlerhaften Nadeln am Band, führte bei den Menschen zu Fehlstellungen und Wuchsfehlern des kleinen Fingers. Daher konnten sich  Aachener in der Ferne auch ohne Worte oft am missgebildeten kleinen Finger erkennen.  Im Laufe der Zeit verlor die Tuchindustrie immer mehr ihre vorherrschende Rolle im Raum Aachen. Aber das Wahrzeichen des Klenkes blieb, so bekam etwa auch der 1984 gebaute Funkturm im Aachener Wald den offiziellen Namen Mulleklenkes, was auf hochdeutsch sowas wie sprechender Klenkes bedeutet.

## Stadtmagazin

Stadtmagazin Klenkes

Nach dem Klenkes ist auch ein 1975 gegründetes Aachener Stadtmagazin benannt, in dem man Tipps und Termine rund um Aachen und die Euregio Maas-Rhein findet. Entstanden ist die Zeitung  als so genannte Stattzeitung der Bürgerinitiativen in Aachen. Als Vorbild diente das Kölner VolksBlatt.

## Denkmal
Seit 1970 steht ein dem Klenkes gewidmetes Denkmal des Aachener Bildhauers Hubert Löneke am Holzgraben. 

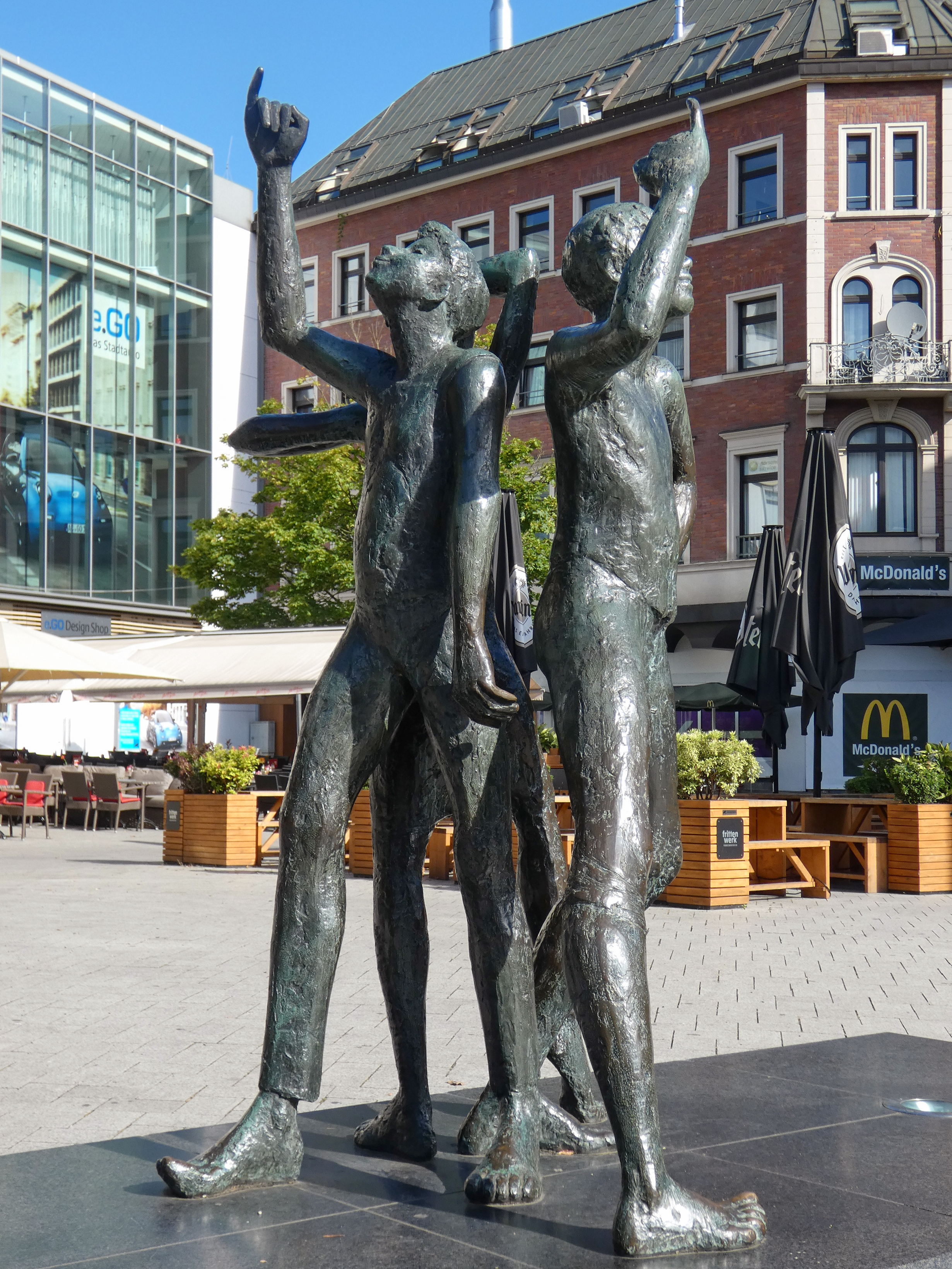
Denkmal am Holzgraben
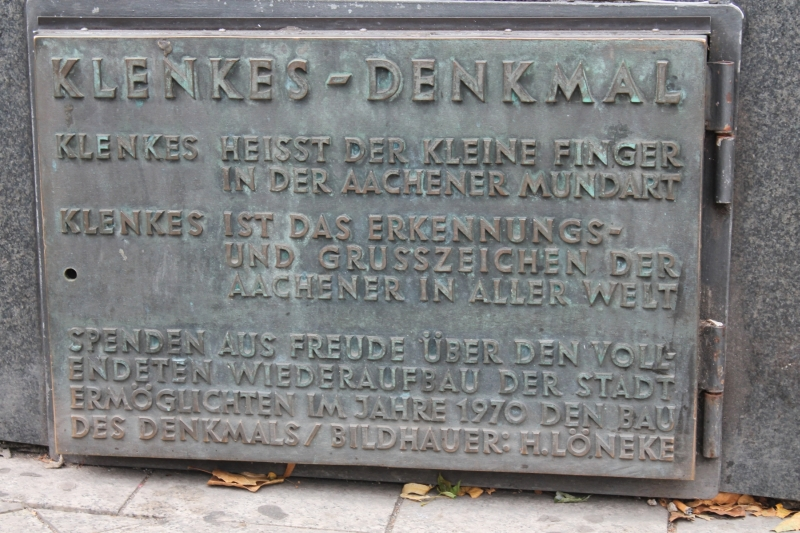
Erklärungstafel am Klenkes-Denkmal, Aachen
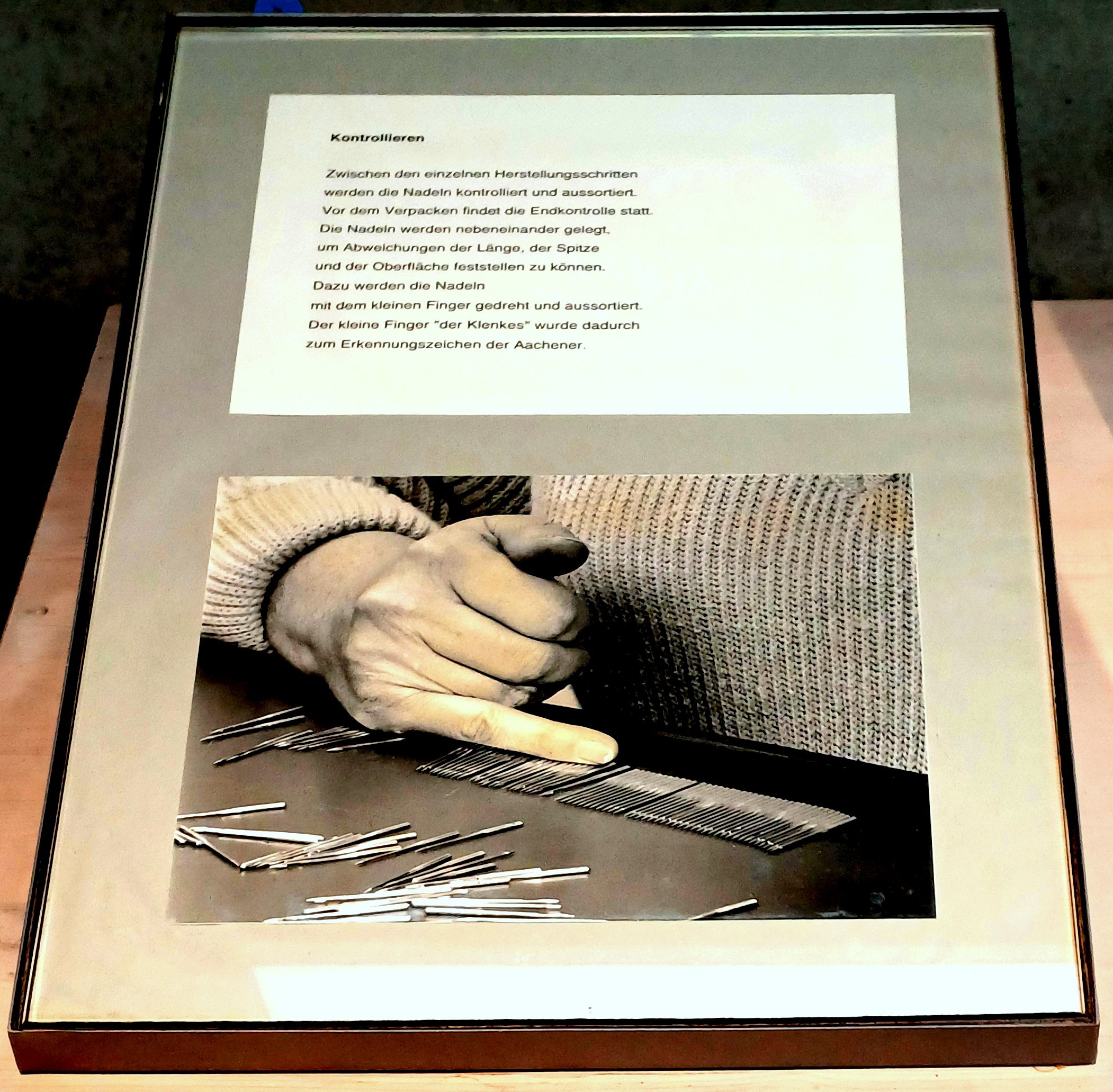
Klenkes bei der Nadelsortierung
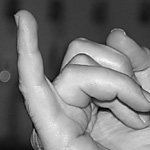
Klenkes